# Lebenszyklusanalyse

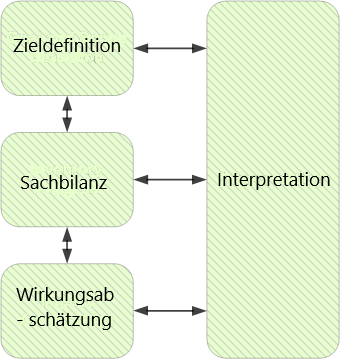
Phasen einer Lebenszyklusanalyse

Eine Lebenszyklusanalyse (auch bekannt als Umweltbilanz, Ökobilanz oder englisch life cycle assessment bzw. LCA) ist eine systematische Analyse der potenziellen Umweltwirkungen und der Energiebilanz von Produkten während des gesamten Lebensweges. 
Hier ist also das Objekt der Betrachtung das Produkt, anders als beim Ökologischen Fußabdruck, wo der einzelne Mensch im Mittelpunkt der jeweiligen Betrachtung steht.
Vor jeder Lebenszyklusanalyse-Analyse werden die Systemgrenzen (z. B.: „from cradle to grave“, „cradle to gate“) festgelegt, denn je nach Produkt und Ziel der Analyse sind unterschiedliche Grenzen sinnvoll. Zu solcher Umweltbilanz gehören sämtliche Umweltwirkungen während der Produktion, der Nutzungsphase und der Entsorgung des Produktes sowie die damit verbundenen vor- und nachgeschalteten Prozesse (z. B. Herstellung der Roh-, Hilfs- und Betriebsstoffe). Zu den Umweltwirkungen werden sämtliche umweltrelevanten Entnahmen aus der Umwelt (z. B. Erze, Rohöl) sowie die Emissionen in die Umwelt (z. B. Abfälle, Kohlendioxidemissionen) gezählt. Der Begriff der Bilanz wird bei der Ökobilanz im Sinne von einer Gegenüberstellung verwendet. Sie ist nicht mit der Bilanz innerhalb der Buchhaltung zu verwechseln.

## Unterscheidung
Allgemein wird unterschieden zwischen:
- einer Ökobilanz, die den Umweltaspekt eines einzelnen Produkts berücksichtigt,
- einer vergleichenden Ökobilanz, die eine Gegenüberstellung mehrerer Produkte verfolgt, sowie
- einer ganzheitlichen Bilanzierung, die wirtschaftliche, technische und/oder soziale Aspekte mit einbezieht.

Neben der Ökobilanz (produktbezogene Ökobilanz, Produktökobilanz) kann eine Stoffstromanalyse der Bestimmung weiterer Stoff- und Energiebilanzen dienen: Betriebliche Umweltbilanzen und Prozessökobilanzen. Diese unterscheiden sich von der Ökobilanz dadurch, dass sie einen Periodenbezug haben (oft Bilanzjahr genannt) und dass ihnen das Verursachungsprinzip nicht zugrunde liegt (Welche Stoff- und Energieströme hat das Produkt über den gesamten Lebensweg verursacht?). Die betriebliche Umweltbilanz findet sich beispielsweise oft in Umwelt- und Nachhaltigkeitsberichten von Unternehmen.
Mit der Norm ISO 14040 ist der Begriff Ökobilanz zwar ausschließlich auf produktbezogene Ökobilanzen anwendbar. Allerdings definiert diese Norm „Product“ als „any goods or services“ und beinhaltet ausdrücklich auch Dinge wie Transporte, die Reparatur eines Fahrzeuges oder die Bereitstellung von Information im Kontext von Wissensvermittlung. Damit ist die Methodik einer Ökobilanz auch für die (ökologische) Untersuchung von Verfahren und Prozessen anwendbar und wird dafür auch genutzt.
Im betriebswirtschaftlichen Umfeld kann die Ökobilanz zu den ökologieorientierten Planungsinstrumenten des Controlling gezählt werden. Größere Bedeutung jedoch findet sie in der (Umwelt-)Politik und der Gesetzgebung.

## Zweck
Gemeinsames Ziel der verschiedenen Unternehmens-Ökobilanzmethoden ist es, das betriebliche Geschehen auf mögliche ökologische Risiken und Schwachstellen systematisch zu überprüfen und Optimierungspotenziale aufzuzeigen. Ausgangspunkt hierfür ist die Überlegung, dass der jährliche Input (in Kilogramm und Kilowattstunden), der in das Unternehmen eingeht, mengenmäßig dem Output und den Bestandsveränderungen entsprechen muss. Wichtig für diese Gleichung ist vor allem, dass Input, Output und Bestandsveränderungen vollständig gemessen werden (also beispielsweise inklusive des hinzufließenden Regenwassers, der Verdampfung, Leckagen des Zwischenlagers o. Ä.). Aufbauend auf dieser Sachbilanz werden die jeweiligen In- und Outputstoffe hinsichtlich ihrer Wirkungen auf die Umwelt analysiert, und schließlich wird die Gesamtzahl an Stoffen und ihre Wirkungen bewertet. Die Erstellung von Sachbilanzen wird auch als Stoffstromanalyse bezeichnet.

## Aufbau
Eine vollständige Ökobilanz nach der Norm ISO 14040 umfasst die folgenden Elemente:
- Definition von Ziel und Untersuchungsrahmen,
- Sachbilanz,
- Wirkungsabschätzung und
- Auswertung.

Am 30. Juni 2006 wurde die zweite Ausgabe der ISO 14040 sowie die neue ISO 14044 publiziert. Letztere fasst die bisherigen Einzelnormen ISO 14041 bis 14043 zusammen. Die ISO 14044 stellt gemeinsam mit der ISO 14040 den Standard für eine ISO-konforme Ökobilanzierung dar. Ziel dieser Überarbeitung der Normenreihe war eine Vereinfachung durch Zusammenfassung und dadurch eine verbesserte Lesbarkeit. Die Inhalte blieben weitgehend unverändert.

### Definition von Ziel und Untersuchungsrahmen
In der Definition von Ziel und Untersuchungsrahmen wird zuerst festgelegt, wofür die Ökobilanz verwendet werden soll. Diese Festlegung beeinflusst alle weiteren Entscheidungen und sei damit ein wichtiger Schritt in einer Ökobilanz. Danach werden Nutzen und Funktionen des Produktes festgelegt und der grundsätzliche Lebensweg eines Produkts beginnend bei der Rohstoffgewinnung und endend mit der entsprechenden Entsorgung definiert. Außerdem werden Wechselbeziehungen mit anderen Stoffen berücksichtigt, Annahmen und Einschränkungen definiert sowie die vorläufigen Grenzen der Untersuchung festgelegt (Festlegung von Abschneidekriterien). Ein weiterer wichtiger Punkt ist die Definition der sog. funktionellen Einheit. Darunter versteht man die produktspezifische Größe, auf die nachher die Umweltwirkungen bezogen werden (z. B. ein Kühlschrank, 1000 kWh elektrische Energie usw.)

### Sachbilanz
In der anschließenden Sachbilanz werden quantitative Aussagen über den eben erfassten Produktlebensweg gemacht. Dazu werden die Ressourcenverbräuche (Eingangsinformationen, Inputs) dem Nutzen (funktionelle Einheit) bzw. den damit korrelierten Emissionen (Ausgangsgrößen, Outputs) gegenübergestellt. Die Sachbilanz ist an sich ein rein deskriptives (beschreibendes) Modell ohne jegliche Wertung. Allerdings beinhaltet jede Sachbilanz implizite Wertungen, die sich aus den vorher definierten Systemgrenzen, Abschneidekriterien und Einschränkungen ergeben.

### Wirkungsabschätzung
Die Wirkungsabschätzung teilt anschließend die Ergebnisse der Sachbilanz nach wissenschaftlich basierten qualitativen Gesichtspunkten in verschiedene Wirkungskategorien ein und zeigt beispielsweise die Relevanz verschiedener Emissionen für den Treibhauseffekt oder zur Bildung des Ozonlochs. Das Ergebnis der Wirkungsabschätzung sind eine Anzahl (üblicherweise 5–10) quantitativer Umweltauswirkungen, die ein Produkt verursacht (z. B. Beitrag zum Treibhauseffekt, zum sauren Regen, zum Ozonloch usw.). Dieser Schritt beinhaltet (meist implizit) eine Bewertung, einerseits durch die Auswahl der Wirkungskategorien an sich und andererseits durch die Auswahl der Emissionen, die einer gewissen Wirkungskategorie zugerechnet werden oder eben nicht. Auch die Modellierung des Beitrages einer Emission zu einer Wirkungskategorie ist mit Werturteilen verknüpft. Im Zuge der Wirkungsabschätzung kann optional die sog. Normierung erfolgen, bei dem die Umweltauswirkungen auf einen sog. Einwohnergleichwert (d. h. Umweltauswirkungen bezogen auf 1, 100 oder 1000 Einwohner) skaliert werden. Dieser letzte Schritt vereinfacht die Darstellung von Ergebnissen.

### Auswertung
In der Auswertung werden für das Ergebnis wichtige Parameter (z. B. einzelne Lebenswegabschnitte oder Wirkungskategorien) identifiziert. Danach folgen Konsistenz-, Vollständigkeits- und Sensitivitätsanalyse. Aus den Ergebnissen werden Schlussfolgerungen und Empfehlungen entwickelt und ein Bericht verfasst. Die Bewertung ist der am stärksten subjektiv geprägte Teil einer Auswertung, da hier eine Gewichtung der einzelnen Umweltauswirkungen stattfindet. So kann z. B. die Frage, ob das Treibhauspotenzial eine größere Bedeutung als das Versauerungspotenzial hat, höchstens auf der politisch-gesellschaftlichen Ebene entschieden werden.

## Gutachterliche Prüfung
Um zu klären, ob eine Ökobilanz die Anforderungen an die Methodik, die Datenqualität, Auswertung und Berichterstattung erfüllt und ob sie mit den Grundsätzen der Normen übereinstimmt, kann eine kritische Nachprüfung durch einen unabhängigen Gutachter durchgeführt werden. Eine solche kritische Prüfung kann zur Glaubwürdigkeit der Ökobilanz beitragen, z. B. durch Einbeziehung interessierter Kreise. Bei einer vergleichenden Ökobilanz, die zur Veröffentlichung vorgesehen ist, ist gemäß ISO 14040 ein solches Critical Review vorgeschrieben, wobei eine Prüfung durch einen Prüfungsausschuss mit mindestens drei Mitgliedern (Review Panel) erforderlich ist.

## Nutzen
Aus diesen Aspekten kann man schlussfolgern, dass eine Ökobilanz großes Potential als Entscheidungshilfe für Produzenten und Verbraucher besitzt. Sie ist ein aussagefähiges und oft entscheidendes Instrument für die Bewertung der Umweltverträglichkeit von Produkten, zunehmend auch schon während oder vor der Produktentwicklung. Einschränkend muss aber auch gesagt sein, dass die Ergebnisse einer Ökobilanzstudie, die mit einem bestimmten Zweck und somit auch mit einem bestimmten Fokus und einer sich daraus ergebenden Modellierung erstellt wurde, nicht ohne weiteres auf eine andere Fragestellung übertragen werden können. Untersucht z. B. eine Ökobilanz ob für einen spezifischen Einsatz amorphe oder kristalline Photovoltaik-Zellen ökologisch sinnvoller sind, kann das Resultat nicht verallgemeinert oder auf eine andere Situation übertragen werden. Ein Problem dabei ist, dass die Zellen unterschiedliche Wirkungsgrade haben und dadurch eine unterschiedliche Fläche für denselben Stromoutput benötigt wird. Damit wird entscheidend, wie die Zellen montiert sind, da die Tragkonstruktion einen (relevanten) Beitrag zu den Ökobilanzergebnissen leistet.

## Software
Zumeist werden Ökobilanzen mit Hilfe von Software erstellt. Das EU Joint Research Center hat eine Liste zusammengestellt.

## Aggregations- und Bewertungsverfahren
In der DIN EN ISO 14040:2006 steht geschrieben: „zur Erstellung von Ökobilanzen gibt es nicht nur eine Methode. Organisationen können – in Abhängigkeit von der vorgesehenen Anwendung und den Bedürfnissen der Organisation – Ökobilanzen […] flexibel implementieren“. Die bekanntesten Verfahren sind die:
- ABC-Analyse
- CML-Methode
- Treibhausgasbilanz (auch CO2-Fußabdruck oder CO2-Bilanz genannt)
- Eco-Indicator 99: drückt die gesamte Umweltrelevanz eines Produktes oder Systems in einer einzelnen Zahl aus, Einheit Punkte [Pt]. Wirkkategorien werden normalisiert und unterschiedlich stark gewichtet.
- Environmental Priority System (Schadenskostenansatz)
- Kritische Volumina
- kumulierter Energieaufwand
- MIPS
- Sustainable Process Index (SPI)
- UBA Wirkungsindikatoren
- Umweltbelastungspunkte, siehe Methode der ökologischen Knappheit
- Verbale Bewertung
- Vermeidungskostenansatz
- Virtuelles Wasser

Die folgende Tabelle systematisiert die bekanntesten Bewertungsverfahren zur Erstellung einer Ökobilanz bezüglich ihres Anwendungszeitpunktes in der Ökobilanzierung, der monetären oder nicht-monetären Betrachtung, der Dimension, der Bewertungsgröße und dem Ergebnis des Verfahrens.
| Methode                                              | Anwendung                                   | Betrachtung   | Dimension                 | Systemgrenze    | Bewertungsgröße | Ergebnis                                                                             |
| ---------------------------------------------------- | ------------------------------------------- | ------------- | ------------------------- | --------------- | --- | ------------------------------------------------------------------------------------ |
| ABC-Analyse                                          | Sachbilanz                                  | nicht-monetär | mehrdimensional           | cradle-to-grave | Stoff- und Energieflüsse | mehrdimensionales Profil je Stoff- und Energiefluss                                  |
| CML-Methode                                          | Wirkungsanalyse                             | nicht-monetär | mehrdimensional           | cradle-to-grave | Stoff- und Energieflüsse in 14 Wirkungskategorien | spezifische Beiträge je Wirkungskategorie ergeben Wirkungsprofil                     |
| CO2-Bilanz                                           | Wirkungspotential                           | nicht-monetär | eindimensional            | cradle-to-gate  | direkte und indirekte Treibhausgasemissionen | Kennzahl: CO2-eq--Emissionen                                                         |
| Eco-Indikator 99                                     | Wirkungsanalyse                             | nicht-monetär | eindimensional aggregiert | cradle-to-grave | Stoff- und Energieflüsse in 9 Wirkungskategorien | Eco-Indicator-Points in versch. Schadenskategorien                                   |
| Environmental Priority System (Schadenskostenansatz) | Wirkungsanalyse                             | monetär       | eindimensional aggregiert | gate-to-grave   | abiotische Ressourcen, Gesundheit oder umweltbedingte Gesundheitsschäden, Produktion der Ökosysteme oder umweltbedingter wirtschaftl. Schaden Biodiversität oder Artenverlust, Ästhetik (kultureller und Erholungswert) | monetäre Größe: finanziell bewerteter Schaden                                        |
| Kritische Volumina                                   | Sachbilanz                                  | nicht-monetär | mehrdimensional           | cradle-to-grave | Belastung der Luft und Wasser, Abfallmenge, Energieverbrauch | 4 Kennzahlen: krit. Luftmenge, krit. Wassermenge, Abfallmenge, Energieäquivalenzwert |
| Kumulierter Energieaufwand                           | Sachbilanz                                  | nicht-monetär | eindimensional            | cradle-to-gate  | Energieintensität | Kennzahl: Energieaufwand                                                             |
| MIPS                                                 | Sachbilanz                                  | nicht-monetär | eindimensional aggregiert | cradle-to-grave | Stoffflüsse (Input der Sachbilanz), Dienstleistungseinheiten | Kennzahl: Materialinput                                                              |
| Methode der ökologischen Knappheit                   | Sachbilanz                                  | nicht-monetär | eindimensional aggregiert | gate-to-gate    | Stoff- und Energieflüsse differenziert in Input und Output | Kennzahl: Umweltbelastungspunkte                                                     |
| UBA-Wirkungsindikatoren                              | Wirkungsanalyse                             | nicht-monetär | mehrdimensional           | cradle-to-gate  | Stoff- und Energieflüsse in unterschiedlichen Wirkungskategorien | mehrdimensionales Kennzahlenprofil                                                   |
| Verbale Bewertung                                    | ergänzend zu Sachbilanz und Wirkungsanalyse | nicht-monetär | mehrdimensional           | cradle-to-grave | vollständige Erfassung theoretisch möglich | verbale Beschreibung                                                                 |
| Vermeidungskostenansatz                              | Sachbilanz                                  | monetär       | eindimensional aggregiert | cradle-to-gate  | Abwehr-, Ausgleichs- und Reparaturaktivitäten | monetäre Größe: Vermeidungskosten                                                    |
| VfU Kennzahlen                                       | Sachbilanz                                  | nicht-monetär | eindimensional            | cradle-to-gate  | Treibhausgasemissionen, Belastung der Luft und Wasser, Abfallmenge, Energieverbrauch | Treibhausgasemissionen nach GRI, CDP und 2 Grad Ziel                                 |
| Virtuelles Wasser                                    | Sachbilanz                                  | nicht-monetär | eindimensional            | cradle-to-gate  | virtueller Wasseranteil | Kennzahl: Wasserbedarf eines Produktes / einer Dienstleistung                        |

Die Dimension spiegelt die Anzahl der in die Bewertung einbezogenen Indikatoren wider. Verfahren, die sich auf nur eine Kennzahl im Ergebnis beziehen (z. B. CO2-Bilanz), werden als „eindimensional“ bezeichnet. Hingegen werden Verfahren, in denen mehrere Indikatoren das Ergebnis bilden, als „mehrdimensional“ charakterisiert.
Die Betrachtung gibt Auskunft über die monetäre oder nicht-monetäre Darstellung der Ergebnisse eines Bewertungsverfahrens.
Die Quantifizierbarkeit ist ein Ausdruck für die Skalierung der Ergebnisse der jeweiligen Verfahren. Hierbei sind ordinal (qualitative Bewertungsverfahren) oder metrisch (quantitative Bewertungsverfahren) skalierte Ergebnisse das Unterscheidungsmerkmal. Von den hier vorgestellten Verfahren zählen allein die ABC-Analyse und die verbale Bewertung zu den qualitativen, alle weiteren zu den quantitativen Bewertungsverfahren.
Im Zuge der Auswahl eines Bewertungsverfahrens im Rahmen einer Ökobilanzierung wird es als sinnvoll erachtet, eine Methodenbewertung in Betracht zu ziehen. Kriterien der Bewertung sind unter anderem die Nachvollziehbarkeit, die Praktikabilität, die Vollständigkeit und die Übertragbarkeit der Methode. Weitere Kriterien können die Trennung der Sach- und Werteebene und die Wertepluralität sein.

## Effektivität und Kritik

### Ungenügende Parameter in der Landwirtschaft
In einer Studie zu Emissionen in der Landwirtschaft legen die Autoren dar, herkömmliche Lebenszyklusanalysen zögen bis dato lediglich die direkten Treibhausgasemissionen in Betracht. Gerade bei landwirtschaftlichen Produkten spiele allerdings auch die Flächennutzung eine große Rolle. So haben die Autoren auf das Ergebnis der Ökobilanz das missed carbon sink potential addiert, das heißt nicht realisiertes CO2-Speicherpotenzial, mit der Begründung, dass landwirtschaftlich genutzte Flächen weit weniger CO2 aus der Atmosphäre binden als die natürliche Vegetation. Sie kamen zum Ergebnis, dass die indirekten Emissionen durch die Landnutzung zur Tierhaltung im Schnitt genauso groß seien wie alle übrigen Emissionen der Tierhaltung und damit wesentlich höher als durch die LCA angegeben.

### Ungenügende Zielsetzungen
Eine Studie für die Europäische Union und Großbritannien kommt zu dem Schluss, dass auch die im European Green Deal vorgesehenen Vorschriften zur Lebenszyklusanalyse ungenügend sind, um das Reißen planetarer Grenzen und des verbliebenen CO2-Budgets zu verhindern.

### Forschung
- European Platform on Life Cycle Assessment. Bietet (en):
  - Verzeichnis der Europäischen Kommission zu Ökobilanz-Dienstleistungen, -Datenbanken, -Software und deren Anbieter
  - Ökobilanzdatenbank der Europäischen Kommission – EU-weite Ökobilanzdaten (kostenfrei)
- Schweizer Diskussionsforum zu Ökobilanzen mit fortlaufender Veranstaltungsreihe seit 1996
- Ökobilanzen – Informationen von Agroscope